# Ulica Juliana Konstantego Ordona w Warszawie
Ulica Juliana Konstantego Ordona – ulica w dzielnicy Wola w Warszawie.

## Opis
Ulica rozpoczyna się przy skrzyżowaniu z ul. Gumińską i Armatnią na terenie obszaru MSI Odolany, a kończy się przy skrzyżowaniu z ulicami Wolską i Elekcyjną na terenie obszaru MSI Ulrychów.
Pomiędzy swoim początkiem a skrzyżowaniem z ul. Wschowską ulica posiada dwie jezdnie, z miejscami parkingowymi w pasie rozdziału, o nawierzchni brukowanej, ujętej w gminnej ewidencji zabytków pod numerem WOL34635, jako Układ ulicy J. K. Ordona − historyczna nawierzchnia.
Nazwa upamiętnia Juliana Konstantego Ordona, oficera Wojska Polskiego, powstańca listopadowego, została nadana w 1921. Do 2016 nosiła niepoprawną nazwę Juliusza Konstantyna Ordona.

## Ważniejsze obiekty
- fortyfikacja z okresu powstania listopadowego - reduta nr 55 (nr 2, 2A), nr wpisu w gminnej ewidencji zabytków: WOL00466[2]
- budynek biurowy Centralnej Stacji Rozdziałowej (nr 2A), nr wpisu w gminnej ewidencji zabytków: WOL20773[2]
- ogrodzenie Centralnej Stacji Rozdziałowej (zachodnia strona ulicy, na wysokości nr 2A), nr wpisu w gminnej ewidencji zabytków: WOL34651[2]
- dom wielorodzinny (nr 7), nr wpisu w gminnej ewidencji zabytków: WOL20363[2]
- dom wielorodzinny (nr 9), nr wpisu w gminnej ewidencji zabytków: WOL20364[2]